# Hermann Hammerle

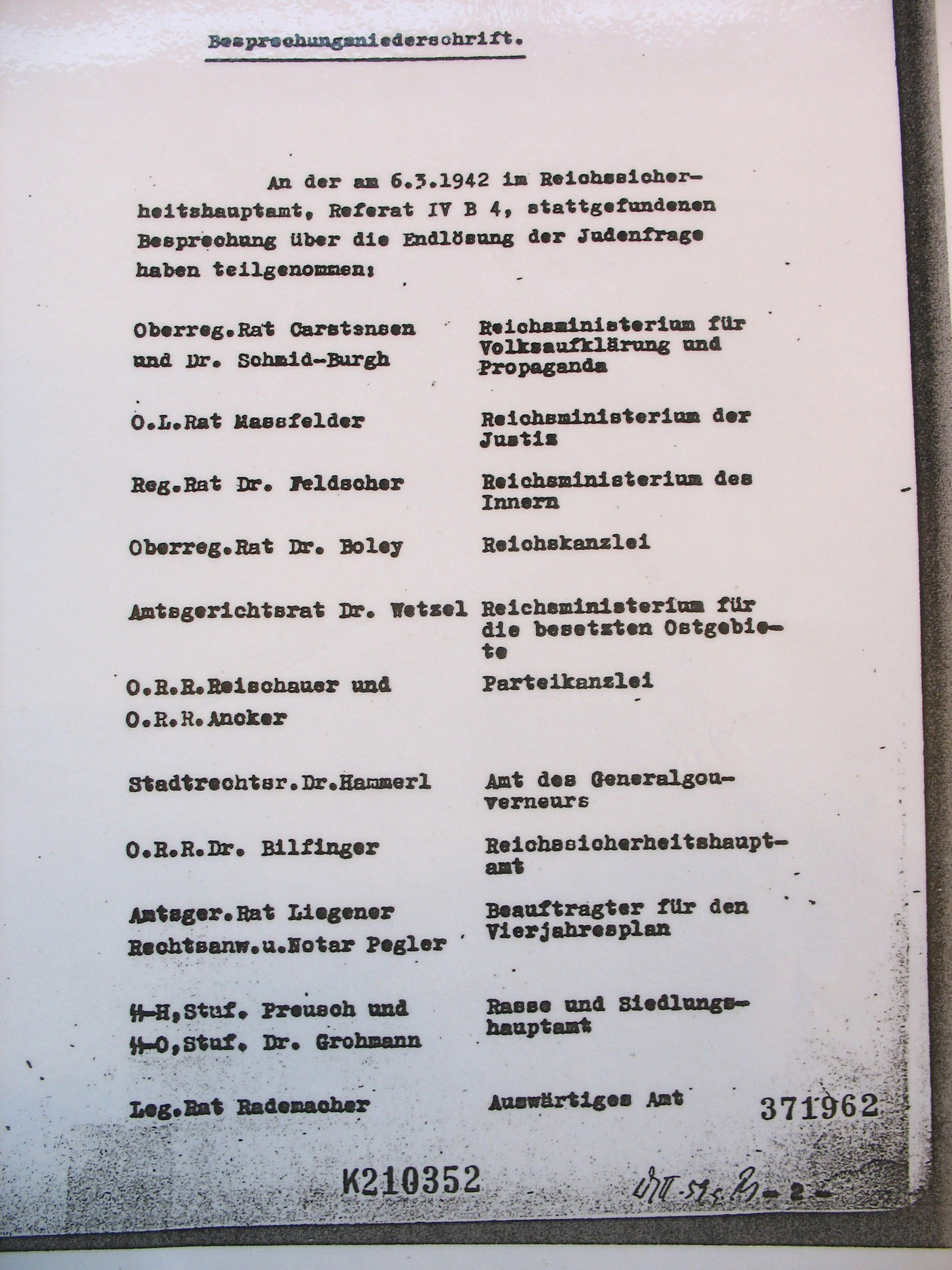
Hermann Hammerle (angiven som Stadtrechtsr.Dr.Hammerl) på närvaroförteckningen vid konferensen den 6 mars 1942.

Hermann Hammerle, född 6 augusti 1909 i Ludwigshafen, var en tysk promoverad jurist och SS-officer. Under andra världskriget tillhörde han staben hos Generalguvernementets ståthållare, Hans Frank, och var bland annat inspektör för Sonderdienst.

## Biografi

### Andra världskriget
Den 1 september 1939 anföll Tyskland sin östra granne Polen och andra världskriget utbröt. I slutet av oktober inrättades Generalguvernementet, det polska territorium som lades under tysk ockupation. Hammerle blev juridisk rådgivare åt generalguvernören Hans Frank. Senare utsågs Hammerle till inspektör för Sonderdienst, som var paramilitära poliskårer, inrättade av Frank. Sonderdienst engagerades i Bandenbekämpfung, vilket innebar bekämpning av kriminella element som opponerade sig mot det nazistiska styret i Polen.
Konferensen på Reichssicherheitshauptamt
Den 6 mars 1942 samlades femton lägre stats- och partitjänstemän för att diskutera "den slutgiltiga lösningen av judefrågan". Konferensen, som hölls på Reichssicherheitshauptamt (RSHA), var en av tre uppföljningskonferenser till Wannseekonferensen. Hammerle representerade Generalguvernementet vid konferensen.
| Deltagare                              | Deltagare                                     |
| Namn                                   | Ämbetsverk                                    |
| -------------------------------------- | --------------------------------------------- |
| Oberregierungsrat Pay Carstensen       | Propagandaministeriet                         |
| Dr. Edgar Schmid-Burgk                 | Propagandaministeriet                         |
| Ministerialrat Franz Massfelder        | Justitieministeriet                           |
| Regierungsrat Dr. Werner Feldscher     | Inrikesministeriet                            |
| Oberregierungsrat Gottfried Boley      | Rikskansliet                                  |
| Amtsgerichtsrat Erhard Wetzel          | Riksministeriet för de ockuperade östområdena |
| Oberregierungsrat Herbert Reischauer   | Partikansliet                                 |
| Oberregierungsrat Edinger Ancker       | Partikansliet                                 |
| Stadtrechtsrat Hermann Hammerle        | Generalguvernörens stab                       |
| Oberregierungsrat Dr. Rudolf Bilfinger | Reichssicherheitshauptamt                     |
| Amtsgerichtsrat Eberhard Liegener      | Befullmäktigad för Fyraårsplanen              |
| Rechtsanwalt und Notar Konrad Pegler   | Befullmäktigad för Fyraårsplanen              |
| SS-Hauptsturmführer Hermann Preusch    | SS-Rasse- und Siedlungshauptamt               |
| SS-Obersturmführer Herbert Grohmann    | SS-Rasse- und Siedlungshauptamt               |
| Legationsrat Franz Rademacher          | Auswärtiges Amt                               |

### Efter andra världskriget
Efter andra världskriget var Hammerle notarie i Oggersheim. En förundersökning inleddes mot Hammerle, men denna lades ned 1964.